# 석계집 책판
석계집 책판(石溪集 冊板)은 저자 성종극이 남긴 글을 모아 1905년 간행할 때 판각한 책판이다. 1997년 1월 30일 경상남도의 유형문화재 제328호로 지정되었다가, 관외 반출됨에 따라 20015년 2월 12일 문화재 지정이 해제되었다.

## 개요
저자 성종극은 정재(定齋) 유치명(柳致明, 1777∼1861)의 문인으로서 한 평생 초야에 묻혀서 경학(經學)을 연구한 인물이다. 이 책판은 그가 남긴 글을 모아 1905년 간행할 때 판각한 것이다.
2권 1책 38매이며, 권1에는 시·서(書)·잡저(雜著)·기(記)·발(跋)·잠(箴)·축문(祝文)·제문(祭文)·사실(事實) 등이 수록되어 있으며, 권2에는 부록으로서 가장(家狀)·행록(行錄)·유사(遺事)·행장(行狀)·묘갈(墓碣)·만장(挽章)·제문(祭文)·사우서독(師友書牘) 등이 실려 있다. 서문은 김도화(金道和)·이만도(李晩燾)가 썼다.
석계집책판은 경상남도 창녕군 성산면 냉천리의 성준기가 소장하고 있으며, 보존상태가 양호하다.

## 참고 문헌
- 석계집 책판 - 국가유산청 국가유산포털